# Pinasa

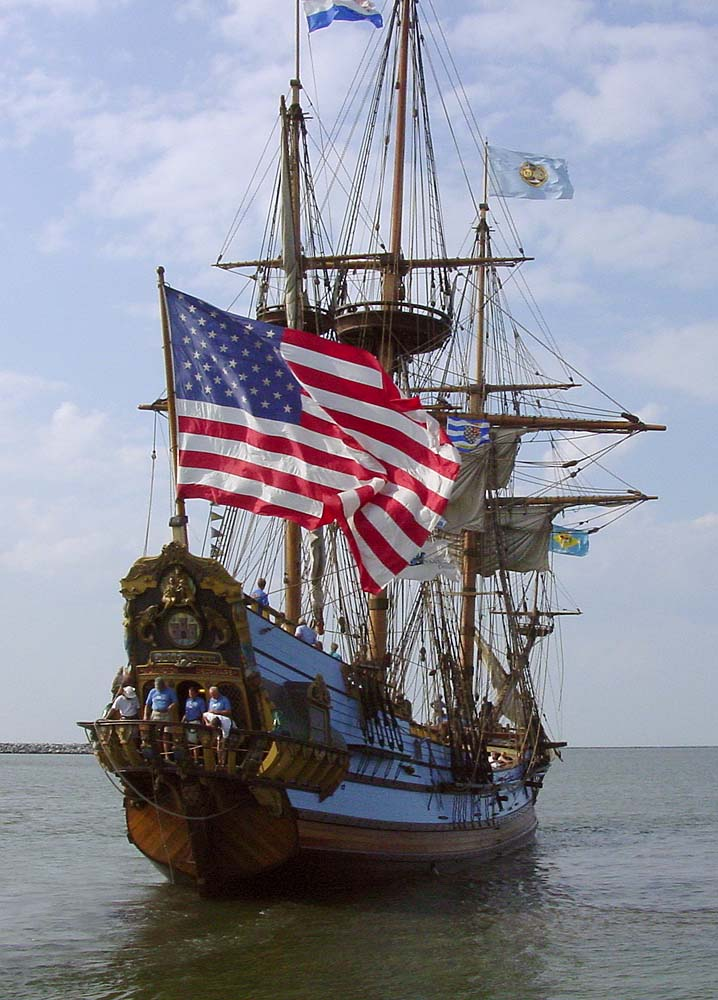
Replika nizozemské pinasy

Pinasa byla původně válečná loď, která se později využívala jako obchodní. Byla vyvinuta v polovině 17. století v Nizozemsku ze své předchůdkyně flauty. 
Pinasa byla maximálně 40 metrů dlouhá, šířka tvořila čtvrtinu délky a ponor nepřesahoval 3,5 metru. Nosností lodě která dosahovala až 1 000 tun se mohla rovnat i největším galeonám. Trup byl hruškovitý, měl ploché dno a nejširší část jeho trupu byla vždy pod čarou ponoru. Tím se dostal hlavní skladovací prostor velmi nízko, čímž se snížilo těžiště a zlepšila stabilita lodi oproti karakám a galeonám. Na přídi byl velký ozdobený kloun. Na zádi byla několikapatrová vysoká nástavba zakončená širokou plochou zádí – zrcadlem, které bylo rozděleno na dvě části. Dolní část nazývaná vodní zrcadlo bylo velmi široké a umožňovalo umístění střílen a horní část byla bohatě vyzdobena.
Pinasa měla vždy 3 stěžně. První a hlavní byly dvojdílné a zadní byl jednodílný. Ráhnové plachty byly lichoběžníkové a na zadním stěžni byla plachta latinská. Modernější pinasy měly na předku čelenu blindový peň (malý stěžeň) a na něm malou ráhnovou plachtu. Válečné pinasy měly až 30 děl a v boji měly výhodu děl umístěných na zádi.